# ژونیپر نتورکس
ژونیپر نتورکس (به انگلیسی: Juniper Networks) یک شرکت آمریکایی است که قطعات و تجهیزات مرتبط با شبکه‌های رایانه‌ای را تولید می‌کند. این شرکت در سال ۱۹۹۶ بنیان نهاده شد. مقر اصلی این شرکت در سانی‌ویل، کالیفرنیا در ایالات متحده است. این شرکت خدمات و محصولات شبکه با کارایی بالا را تولید و به فروش می‌رساند. محصولات اصلی شرکت ژونیپر نتورکس عبارتند از مسیرساب‌های سری T، سری M، سری E، سری MX، سوئیچ‌های شبکه سری EX و محصولات امنیتی سری SRX. اکثر محصولا ژونیپر نتورکس از سیستم‌عاملی مبتنی بر فری‌بی‌اس‌دی به نام ژونوس استفاده می‌کنند.